# Nannfeldtiella
Nannfeldtiella es un género de hongos de la familia Pyronemataceae.